# Laufleistung
Als Laufleistung wird die Betriebsdauer technischer Geräte bezeichnet. Je nach Bauart und Verwendungsdauer wird die Laufleistung entweder (bei Maschinen) nach der Betriebsdauer oder bei Fahrzeugen nach dem Kilometerstand ermittelt.
Mit Erhöhung der Laufleistung nimmt der Verschleiß zu und die verbleibende „Lebenserwartung“ ab. Die Wahrscheinlichkeit von Funktionsstörungen und erforderlichen Reparaturen nimmt zu. Im Allgemeinen verringert sich deshalb mit höherer Laufleistung von technischen Geräten deren Wert (sogenanntem Wertverlust).

## PKW
Die Laufleistung wird im PKW durch den nach § 57 Abs. 3 StVZO gesetzlich vorgeschriebenen Kilometerzähler ermittelt. Die Anzeige von Kilometerzählern ist heute meist sechsstellig, in älteren Fahrzeugen sind aber auch noch fünfstellige Ausführungen anzutreffen.
Bei fünfstelliger Anzeige (exemplarisch sei ein historischer Citroën 2CV genannt) muss sich die Beurteilung der tatsächlichen Laufleistung an weiteren Anhaltspunkten orientieren, zum Beispiel Wartungsbuch (Checkheft), Auskunft von Vorbesitzern, Verschleißzustand von Motor, Getriebe, Fahrwerk, Sitzen, Lenkrad und Schalthebel.
Über On-Board-Diagnose-Geräte lassen sich gerade digitale Kilometerzähler manipulieren (sogenannte „Tachojustierung“). Seit dem 18. August 2005 steht das Manipulieren des Tachometers in Deutschland unter Strafe. Nach § 22b Abs. 1 Straßenverkehrsgesetz (StVG) ist die „Einwirkung auf das Gerät oder den Messvorgang“ (Nr. 1), „durch Einwirkung auf diese Einrichtung aufhebt oder beeinträchtigt“ (Nr. 2) oder „Computerprogramme, deren Zweck die Begehung einer solchen Tat ist, herstellt, sich oder einem anderen verschafft, feilhält oder einem anderen überlässt“ (Nr. 3) strafbar und wird mit Geldstrafe und Freiheitsstrafe bis zu einem Jahr bestraft.
Die Laufleistung von Fahrzeugen und deren Motoren ist differenziert zu betrachten. Fahrzeuge und Motoren können durch Überholung (Erneuerung/Austausch oder Aufarbeitung von Teilen) höhere Laufleistungen erreichen. Da der Motor neben dem Getriebe jedoch in der Regel die teuerste Komponente eines Fahrzeuges ist, wird in aller Regel ein Fahrzeug im fortgeschrittenen Verschleißzustand aus Kostengründen keinen neuen Motor, Austauschmotor oder eine Motorüberholung erhalten, so dass sich die Laufleistung von Fahrzeug und Motor in der Praxis angleichen.
Viele PKW-Motoren erreichen heute eine Laufleistung von mindestens 200.000 km, Dieselmotoren meist deutlich mehr. Dabei erreichen Motoren mit größerem Hubraum meist auch eine höhere Laufleistung. Saugmotoren erreichen mehr Laufleistung als aufgeladene Motoren. Dies resultiert insbesondere aus der geringeren Belastung der Bauteile vor allem stärkerer Motoren (ohne leistungssteigernde Features wie Aufladung oder Chiptuning), die bereits bei niedriger Drehzahl alle „normalen“ Belastungen bewältigen. Hinzu kommt häufig die höherwertige Konstruktion, Materialauswahl und Verarbeitung höherwertiger Komponenten.
Eine wichtige positive Einflussgröße ist eine energiesparende Fahrweise.

### Rekorde
Laut Guinness World Records erreichte ein Volvo P1800 mit knapp 5 Mio. km die höchste Laufleistung eines PKWs.
Der griechische Taxifahrer Gregorios Sachinidis aus Thessaloniki hat der Sammlung der Mercedes-Benz Welt seinen Mercedes-Benz 240 D von 1976 übergeben. Sein Fahrzeug hat eine Laufleistung von 4,6 Mio. km und ist damit der Mercedes-Benz mit der derzeit höchsten bekannten Kilometerleistung.

### Wartung und Laufleistung
Relevant ist die Verwendung verschleißmindernder Motorenöle zur Schonung des Motors und damit zur Erhöhung seiner maximal erreichbaren Laufleistung und Lebensdauer, wodurch die Gesamtkosten für den Betrieb des Motors verringert werden. Insbesondere beim Kaltstart und beim Betrieb unterhalb der Betriebstemperatur (z. B. verlängerte Warmlaufphase während der kühleren Jahreszeiten) ermöglichen dünnflüssigere Motorenöle eine schnellere Durchölung der Verschleißstellen des Motors, verringern den inneren Widerstand, den Abrieb/Verschleiß und den Verbrauch von Kraftstoff und Motoröl.
Hohe Laufleistungen werden vor allem von Fahrzeugen erreicht, welche im Langstreckenbetrieb verwendet werden, da der Verschleiß am Motor und den Antriebskomponenten bei konstantem Betrieb aufgrund der geringen Kaltlaufphasen am geringsten ist.
Ausgehend von mineralischen Standard-Motorenölen der Viskosität 15W-40 über teilsynthetische Motorenöle der Viskosität 10W-40 sind der Stand der Technik nun vollsynthetische Motorenöle der Viskosität 5W-40 und sogar 0W-40. Mittlerweile nutzen die meisten Hersteller Öle mit der Viskosität 5W-30.
Es ist ratsam, dass der Fahrzeughalter aktiv an der Auswahl des Motorenöls mitwirkt. Zudem sollte von der Werkstatt die Viskosität des verwendeten Motorenöls im Wartungsbuch (Checkheft) vermerkt werden.
Wesentlich für eine hohe Laufleistung ist der in den vom jeweiligen Hersteller vorgegebenen Intervallen zu tauschende Zahnriemen sowie der Wechsel der Luft- und Kraftstofffilter.
Die regelmäßige Reinigung des Fahrzeuges inklusive des Unterbodens, insbesondere im Winter, gilt als essentiell, um Korrosionsschäden vorzubeugen.